# Rolf Sievers
Rolf Sievers (* 23. Januar 1902 in Leipzig; † 26. April 1949 ebenda) war ein deutscher Schriftsteller und Kabarettist. Er ist auch bekannt als Rolf A. Sievers. Zudem verwendete er mehrere Pseudonyme, darunter: Peter Sillje, Rudi Mente, K. A. Lauer und Anton Seifert.

## Leben
Rolf Sievers besuchte von 1918 bis 1919 das Königin-Carola-Gymnasium. Bereits in dieser Zeit war er an der Gründung der von Adriaan Michiel van den Broecke jun. herausgegebenen Zeitschrift Evoe beteiligt und gehörte zu den Mitarbeitern der 1919 von Hans Reimann begründeten satirischen Zeitschrift Der Drache. Später lieferte er auch Beiträge für die Weltbühne. Außerdem war er Herausgeber der satirischen Halbmonatszeitschrift: Hört, Hört!
1921 gehörte er neben Woldemar Sacks, Hans Merkel und Herbert Weißbach zum Ensemble des von Eugen Ortner gegründeten Kabaretts Der Rauch, das als eine der ersten Kabarettbühnen Leipzigs nach sechsmonatiger Spielzeit wieder geschlossen werden musste.
Zugleich schrieb er Texte für das am 1. Februar 1921 von Hans Reimann, dem Regisseur Hans Peter Schmiedel, dem Pelzhändler Dr. Walter Franke und dem Schauspieler Hans Zeise-Gött gegründete politisch-literarische Kabarett Die Retorte. Für diese überregional bedeutsame Kabarettbühne lieferten auch Walter Mehring, Max Herrmann-Neiße, Klabund und Joachim Ringelnatz Beiträge, die zum Teil von ihnen selbst oder durch Schauspieler der Städtischen Bühnen wie Lina Carstens vorgetragen wurden. 1923 musste das in der Pfaffendorfer Straße 4 beheimatete Theater seinen Spielbetrieb inflationsbedingt einstellen.
Rolf Sievers, der von sich behauptete, an sämtlichen Kabarettgründungen und sämtlichen Kabarettpleiten in Leipzig beteiligt gewesen zu sein, war auch aktiv dabei, als im August 1930 im Gildesaal der Gaststätte Südbräu in der Zeitzer Straße 36 das Leipziger Kabarett Die Litfaßsäule aus der Taufe gehoben wurde. Als Hausdichter war er für die tagesaktuelle Zeitkritik zuständig. Grafiker wie Max Schwimmer entwarfen die Plakate. Nicht ohne Stolz bezeichnete sich Sievers gerne als Litfascisten. Nach der Machtergreifung 1933 musste das liberale, sich mit seinen Texten gegen deutsch-nationale Tendenzen und Antisemitismus wendende Kabarett die Tätigkeit einstellen.
Während der Nazi-Zeit bewahrte sich Rolf A. Sievers seine integre Haltung, so daß er 1945 als erster Intendant der Leipziger Bühnen eingesetzt werden konnte.
Als Ferdinand May und Joachim Werzlau am 17. November 1945 das Literarische Kabarett, das sich ab 1947 Die Rampe nannte, im ehemaligen Leipziger Lehrervereinshaus mit dem Programm: Bitte recht freundlich! eröffneten, gehörte Sievers bis zu seinem frühzeitigen Tod zu den Hausautoren und trat dort zeitweilig auch als Conférencier auf.

## Zitate
- Hoch zu Ross (Text: Rolf Sievers, Musik: Conny Odd)[12]

Doch hat auf alle Fälle der Mensch vom Jongleur was geerbt!

Der Beruf hat auf die Seele abgefärbt, abgefärbt, abgefärbt!

Ich hab durch sämtliche Zeiten mich - wie man so sagt: durchjongliert!

Mir ist deshalb auch bei weitem nichts passiert - nichts passiert - nichts passiert!

Bei Brühnig, da stand ich im Zentrum, bei Hindenburg - treunational!

Bei Adolf - da war ich ein Nazi - und heute? Na, wenn schon - egal!

Einmal rechts, einmal links schwenkt die Gesinnung hin und her!

Einmal rechts, einmal links, denn ich bin ja ein Jongleur.

Ich bitt' die Herren und Damen, 

Nun suchen Sie mal für das Kind 'nen Namen!

Nun raten Sie nur, es ist ja gar nicht schwer - 

Wie heißt das Kind? Gesinnungsjongleur!

## Werke (Auswahl)
- Runter mit dem Zylinder! Ein politisches Cabarett-Programm, L. Kannegießer, Leipzig 1924
- Essays: Attacken (1924), Gestern und Übermorgen (1924)
- Satire: Der Hitlerputsch (1924)